# والتر كابس
والتر كابس هو ناشط سلام وبروفيسور وسياسي أمريكي، ولد في 5 مايو 1934 في أوماها في الولايات المتحدة، وتوفي في 28 أكتوبر 1997 في ريستون في الولايات المتحدة بسبب نوبة قلبية. نشط حزبياً في الحزب الديمقراطي. في انتخابات مجلس النواب الأمريكي 1996 ‏، انتخب عضو مجلس النواب الأمريكي ‏ عن دائرة California's 22nd congressional district ‏ وقد انضم خلال فترته النيابية ‏ (7 يناير 1997 – 28 أكتوبر 1997) للكتلة البرلمانية الحزب الديمقراطي وانتخب عضو مجلس النواب الأمريكي ‏ (3 يناير 1997 – 28 أكتوبر 1997).